# Saigusaia flaviventris
Saigusaia flaviventris is een muggensoort uit de familie van de paddenstoelmuggen (Mycetophilidae). De wetenschappelijke naam van de soort is voor het eerst geldig gepubliceerd in 1894 door Strobl.